# علوفه
العُلوفه (باللغة التركية العثمانية: «عُلوفَه» بحرف الهاء المربوطة)(بالتركية: Ulufe)‏، هي الراتب الفصلي الذي كان يُمنح كل ثلاثة شهور قمرية لجنود خدمة الخيمة الملكية الخاصين بالسلطان منفيلق القابي قولو (بالتركية: Kapıkulu Ocağı)‏(أصبحت لاحقاً: الباب العالي) ويتكونون من: «جنود الإنكشارية» وفرسان الكتائب الست: «فرسان خدمة الباب العالي» (بالتركية: Kapı kulu Askerleri'nin Süvariler)‏ بالدولة العثمانية، وتُمنح العُلوفه أيضاً لوحدة جنود المبتدئين (بالتركية: Acemi Ocağı)‏ وبعض المسؤولين الحكوميين في القصر.
كانت العُلوفه تُحسب على أساس يومي، وكانت هي راتب جنود الإنكشارية.
كانت العُلوفه توزع في حفل «بساحة العدل» وكان السپاهية والإنكشارية يصطفون في جو احتفالي لاستلام العُلوفه أمام رواق المطبخ. بعد توزيع العُلوفه، يوضع الأرز في المروج أمام الإنكشارية والزردة أو الحساء، ويكون رضا رجال الإنكشارية واضحًا من تناولهم للأكل، فإذا أكلوا فسيعني هذا كونهم راضين.
حُظر بيع وشراء العُلوفه خلال عهد السلطان عبد الحميد الأول، والتي كان جزء كبير منها عبارة عن شعير لإطعام الخيول.

## ديوان العلوفة
كلمة "علوفه" باللغة التركية العثمانية هي «مصطلح» كان يُستخدم في النظام المالي العثماني في البداية لعلف خيول جنود سلاح الفرسان، ولكن في وقت لاحق استُخدم مصطلح "علوفه" على الراتب الممنوح للجنود والضباط،  وكان «ديوان العُلُوفَة» (بالتركية: ulufe divani)‏ يجتمع كل ثلاثة أشهر قمرية (ثمانية وثمانون يومًا ونصف)  ليوزع الرواتب «رُبع السنوية» (علوفه) على الجند المستحقين،  بما في ذلك الأموال العادية التي تُعطى لأفراد الأسر العثمانية.
تطور استخدام معنى كلمه "علوفه" في الدولة العثمانية من ارتباطها بتقديم الأعلاف إلى الخيل لإعداد القوة لوقت الحرب، وصولا إلى استخدامها بمعنى «الراتب المالي المستمر» وإنشاء «ديوان العلوفة» الخاص بتوزيع الرواتب بطريقة دورية.

## أصل التسمية
في اللغة التركية العثمانية، كلمة "علف" مأخوذة من اللغة العربية من كلمة «عَلَفَ» الذي هو طعام الخيول والدواب المُستأنسة أو العليق،  وجمعها في اللغة التركية العثمانية هو "علوفه" (بحرف الهاء المربوطة) (بالتركية: Ulufe)‏ ومعناها: عَلَائف و أعلاف.
كان هناك استخدامان لكلمة "علوفه" عند العثمانيين:
1. أعلاف الدواب والماشية والتغذية الخاصة بها.[1]
2. رواتب الجند (أجورهم) أيام العثمانيين، وبخاصة الفرسان، لأن الفارس لابد له من مصاريف يومية لعلف خيله ولهذا كان لهم راتب ثابت مستمر طوال العام من الدولة العثمانية، مع ملاحظة أن طوائف أخرى من الجند لم يكن لهم رواتب ثابتة بل نصيب من الغنائم في المغازي والحروب، وآخرون كان لهم حق جمع الضرائب باسم الدولة إلى الحد المسموح به لكل طائفة.

## ذكرهم العلوفه في كتاب «أولياء شلبي»

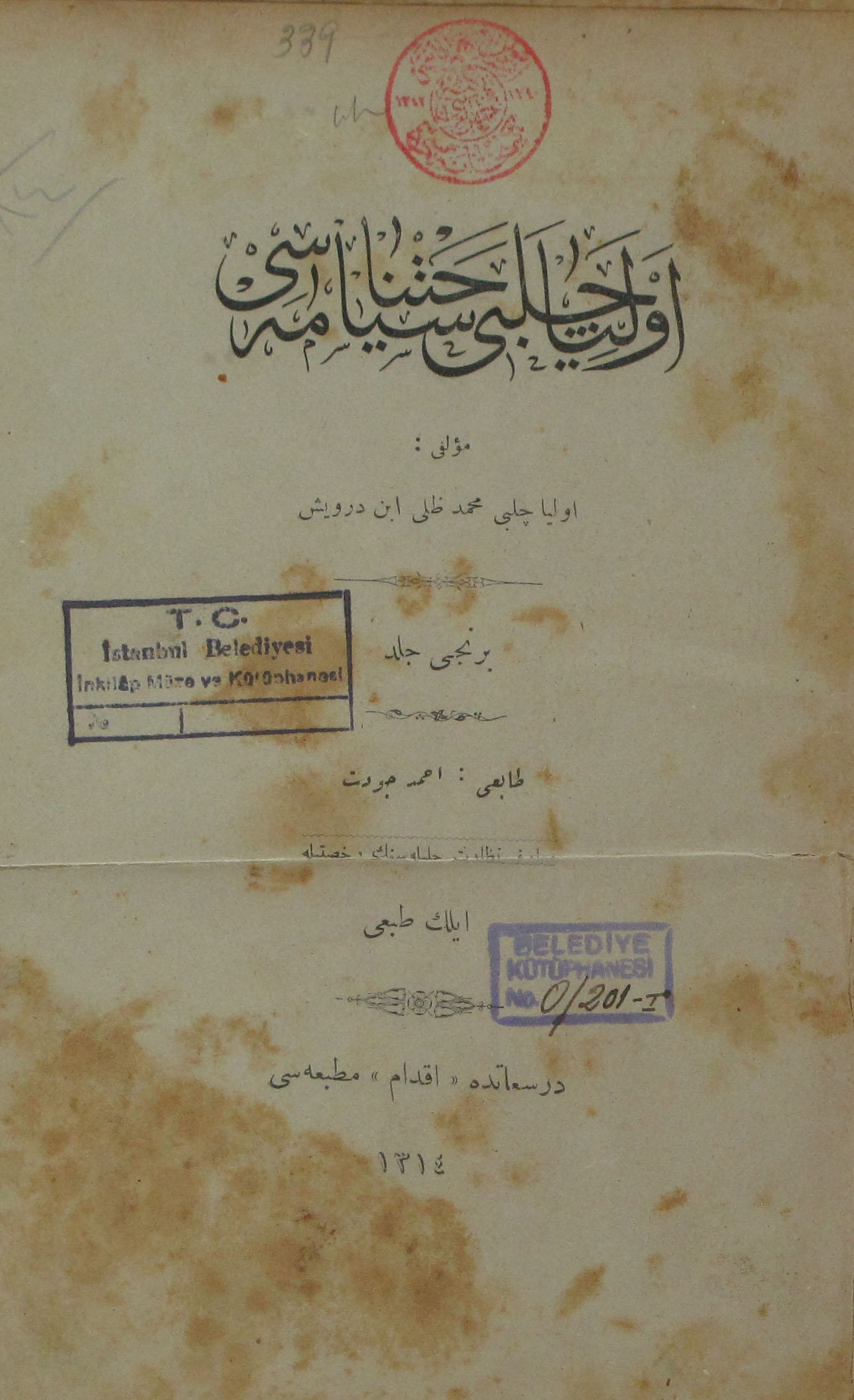
صورة لعنوان الكتاب المشهور "سياحت نامة" (أي الرحلات) للرحّالة والمستكشفٌ العثماني «أوليا چلبي».

جاء ذكر قيمة «العلوفه» في كتاب «الرحلة الحجازية»  للشاعر والرحّالة والمستكشفٌ العثماني «أوليا چلبي» (بالتركية: Evliya Çelebi)‏ المولود في 16 مارس 1611م بمنطقة أونكاباني بإسطنبول، والمُتوفّي عام 1682م بمصر.
قضى شلبي أكثر من أربعين عاما من عمره في الرحلات الطويلة والمتعددة، وتجول في جميع الأراضي التي كانت تحكمها الدولة العثمانية والأراضي المجاورة لها، ودوَّن وكل ما شاهده في كتابه المشهور «سياحت نامة» أي الرحلات.
ذكر في كتابه «الرحلة الحجازية»:
"وكانت قوات الغرب في عصر السلطان محمد الفاتح وعند فتح القسطنطينية 1453م ما يزيد عن ثلاثين ألف مقاتل. كان لهم السپاهية، والسلحدارية، والعلوفجية «التموينات» وجميعهم من فرسان الخياّلة.
وكانوا عبارة عن أربعة طوابير: العلوفية، والغرباء «العزبان» عن اليمين واليسار، والأخرين في الوسط. يومية الآغا مائة آقچة. كما أن لهم مخصصات سنوية ما بين 16-17 ألف أقچة كعلوفه «شعير»".
ومنه يتضح أن راتبهم في تلك الحقبة من القرن 17 كان منه جزء كبير من «الشعير» من أجل علف خيولهم، بخلاف راتب يومي (يُدفع ربع سنوي) قدره مائة آقچة لكل أغا منهم.